# Vaclav Ourednik

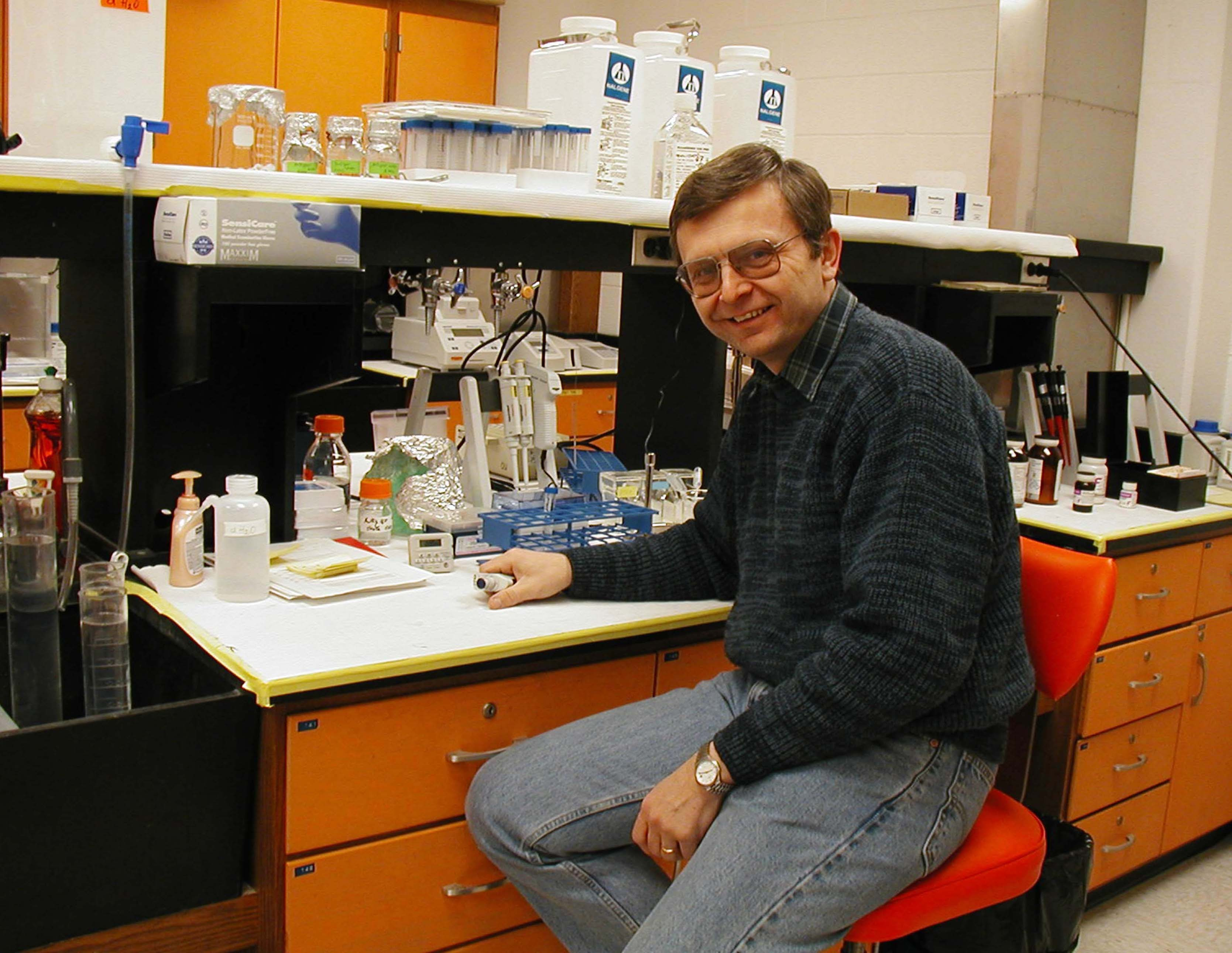
Vaclav Ourednik bereitet im Labor der Harvard-Universität Stammzellkulturen vor (2002).

Václav Ourednik (* 27. Juni 1960 in Prag) ist ein Schweizer Naturwissenschaftler tschechischer Herkunft.

## Wissenschaftliche Arbeit
Nach seinem Studium der Mikro- und Molekularbiologie an der Universität Bern wandte er sich den Neurowissenschaften zu und promovierte in Hirnentwicklung an der Universität Lausanne. Mit seiner Ehefrau und wissenschaftlichen Mitarbeiterin, Jitka Ourednik, wirkte er an der Harvard-Universität und der ETH Zürich und publizierte mit ihr in den Fachzeitschriften  Science, Nature und Proceedings of the National Academy of Sciences (PNAS, USA). Die wissenschaftlichen Beiträge handeln von der Entwicklung und Regeneration des Zentralnervensystems (ZNS) und dem Entwickeln von Therapiemethoden bei Verletzungen und degenerativen Erkrankungen von Rückenmark und Gehirn.
Vaclav Ourednik erhielt für seine Arbeit den Pfizer Prize in Neuroscience als Ko-Autor einer Publikation in der Zeitschrift Science über kortikale Plastizität, sowie den MJ Fox Foundation Award für seine Arbeit im Bereich der Neurodegeneration bei der Parkinson-Krankheit. 2005 wurde das Forscherpaar eingeladen, seine Forschungsresultate und Ideen am Nobel-Forum für junge Wissenschaftler am Karolinska-Institut in Stockholm vorzutragen.

## Astronomie

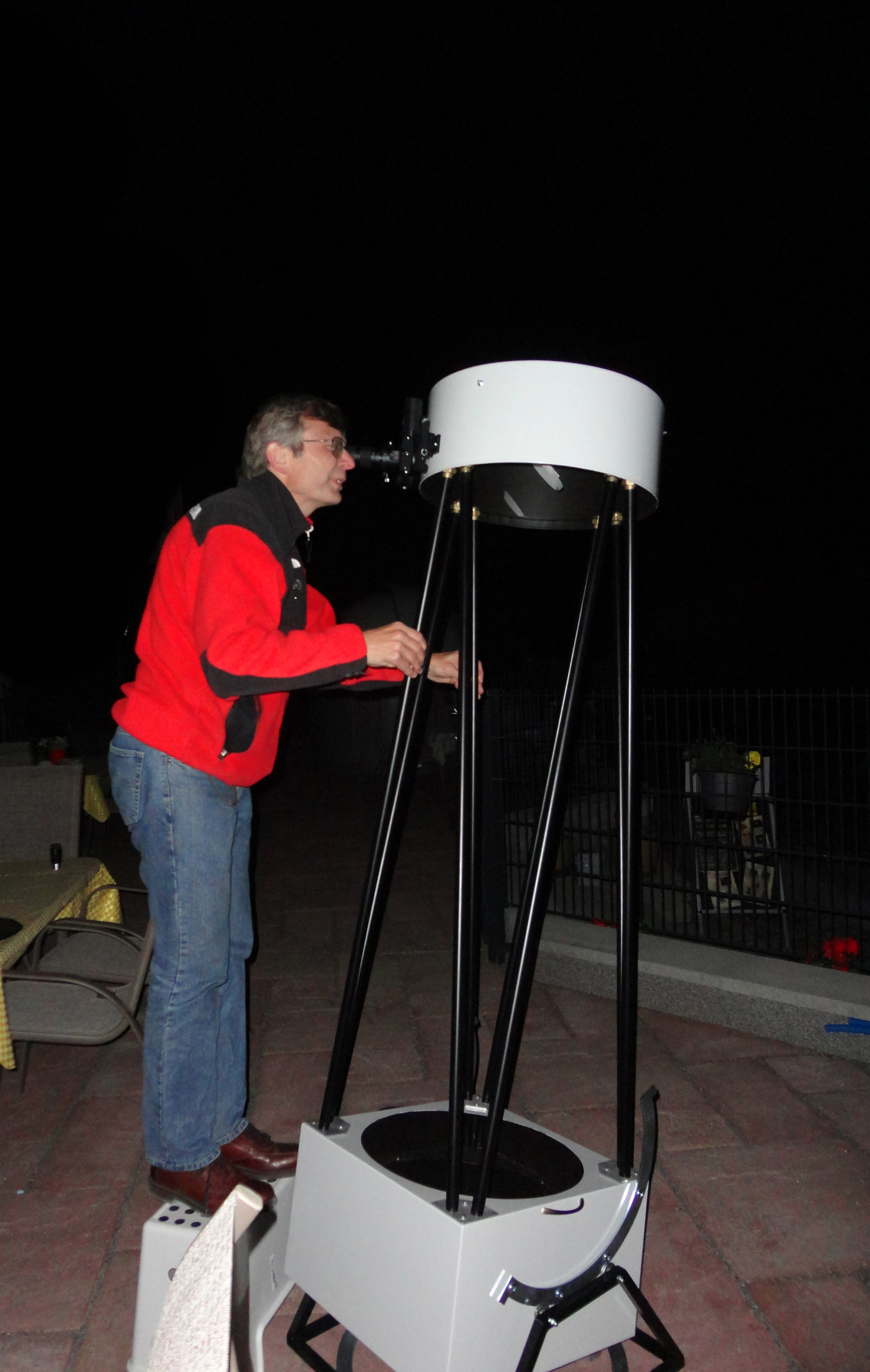
Vaclav Ourednik mit dem Dobson-Teleskop, Alpine Astrovillage, Lü, Val Müstair, Schweiz

Im Internationalen Astronomiejahr 2009 gründeten die beiden Naturforscher das Alpine Astrovillage Lü-Stailas, ein Zentrum für Astrofotografie und Himmelsbeobachtung. Es befindet sich in den östlichen Schweizer Alpen, im UNESCO-Biosphärenreservat Val Müstair-Schweizerischer Nationalpark. Seither widmen sie sich ausschliesslich ihrer populärwissenschaftlich-edukativen Tätigkeit und dem Leiten ihres AAV-Zentrums. Für ihre Tätigkeit als gebürtige, im Ausland lebende Tschechen wurden Vaclav und Jitka Ourednik zweimal von der tschechischen Botschaft in der Schweiz als Kandidaten für den Preis Gratias Agit vorgeschlagen.

## Veröffentlichungen
- Altered sensory processing in the somatosensory cortex of the mouse mutant barrelless. In: Science, 1996, PMID 8596955
- Neural stem cells display extensive tropism for pathology in adult brain: Evidence from intracranial gliomas. In: PNAS, 2000
- Segregation of human neural stem cells in the developing primate forebrain. In: Science, 2001, PMID 11474066
- Neural stem cells display an inherent mechanism for rescuing dysfunctional neurons. In: Nature Biotechnology, 2002, PMID 12379867
- Behavioral improvement in a primate Parkinson’s model is associated with multiple homeostatic effects of human neural stem cells. In: PNAS, 2007, PMC 1896134 (freier Volltext).
- Cross-talk between stem cells and the dysfunctional brain is facilitated by manipulating the niche: evidence from an adhesion molecule. In: Stem Cells, 2009, PMID 19785036
- Communication via gap junctions underlies early functional and beneficial interactions between grafted neural stem cells and the host. In: PNAS, 2010